# Реколета (Чилі)
Реколета (ісп. Recoleta) — комуна в Чилі. Одна з міських комун міста Сантьяго. Входить до складу провінції Сантьяго і Столичного регіону.

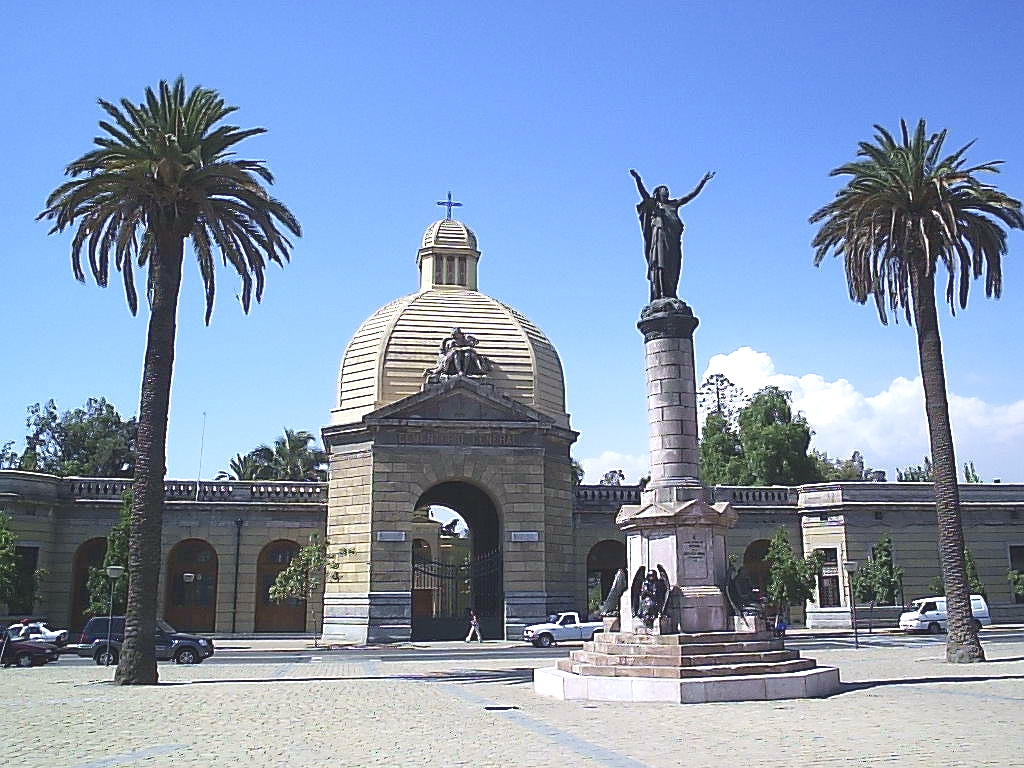
Цвинтар Сантьяго

Територія — 16 км². Чисельність населення - 157 851 мешканець (2017). Щільність населення - 9865,7 чол./км².

## Розташування
Комуна розташована на півночі міста Сантьяго.
Комуна межує:
- на півночі - з комуною Уечураба;
- на сході - з комуною Вітакура;
- на південному сході - з комуною Провіденсія;
- на півдні - з комуною Сантьяго;
- на заході — з комунами Кончалі, Індепенденсія.